# 喜屋武村
喜屋武村（きゃんそん）は、かつて沖縄県島尻郡にあった村で、沖縄本島最南端の自治体だった。現在の糸満市南西部にあたる。
1908年の島嶼町村制で喜屋武村となる。1946年に真壁村・摩文仁村と合併し三和村となり消滅。村役場は喜屋武に置かれた。

## 沿革
もともと喜屋武間切で、古くは「きやめ」と呼ばれていた。1896年の郡区制で島尻郡に編入した後、1908年4月1日に島嶼町村制で摩文仁村となった。主な産業は農業。
沖縄戦では摩文仁が最後の激戦地となり、村民だけでも犠牲者数は約1200人近くと村人口の約半数にもなった。このため人口は半減し、このまま村独自では復興が難しいことから、1946年4月1日に隣接する真壁村と摩文仁村と合併、三和村となり喜屋武村は消滅した。村役場は三和村喜屋武支所となった。
その後三和村は1961年10月1日に（旧）糸満町（現在の糸満市字糸満）・高嶺村・兼城村と合併し（新）糸満町となり僅か15年で消滅。さらに1971年12月1日に市制施行し、糸満市となった。

## 地域
- 喜屋武（きゃん）
- 束辺名（つかへな）　現在は束里（つかざと）となった
- 上里（うえざと）　現在は束里となった
- 福地（ふくぢ）
- 山城（やまぐすく）

## 隣接していた自治体
- 真壁村（現在の糸満市）
- 摩文仁村（現在の糸満市）

## 現在の糸満市喜屋武地域

### 交通
道路
- 国道331号
  - 名城バイパス
- 沖縄県道77号糸満与那原線（主要地方道、平和の道線・予定）
- 沖縄県道3号線
- 沖縄県道223号魂魄之塔線

路線バス
いずれも琉球バス交通による運行
- 82番・玉泉洞糸満線
- 107番＆108号・南部循環線

### 学校
- 糸満市立喜屋武小学校

中学校は真壁の三和中学校に通学する。

### 主要施設
- 沖縄戦跡国定公園（復帰前は政府立公園）全域が指定
  - 魂魄之塔（山城）
  - 平和創造の森公園（山城、1993年に開催された全国植樹祭の会場）
- 喜屋武岬（喜屋武、沖縄本島ほぼ最南端）
- 琉球ガラス村（福地）
- 糸豊環境美化センター（束里）